# André Reichling
André Reichling (1er février 1956 - 7 septembre 2020) est un lieutenant-colonel luxembourgeois, chef d'orchestre de la Musique militaire luxembourgeoise entre 1986 et 2011.
Il a composé l'hymne de l'OTAN en 1989, qui est devenu l'hymne officiel de l' OTAN en 2018. 